# Campionato mondiale di scherma 1990
Il Campionato mondiale di scherma del 1990 si è svolto a Lione in Francia.
Sono stati assegnati 4 titoli femminili e 6 titoli maschili:
- femminile
  - fioretto individuale
  - fioretto a squadre
  - spada individuale
  - spada a squadre
- maschile
  - fioretto individuale
  - fioretto a squadre
  - sciabola individuale
  - sciabola a squadre
  - spada individuale
  - spada a squadre

## Risultati

### Uomini
| Evento                          | Oro                                                                                   | Argento                                                                     | Bronzo                                                                                 |
| Spada                           |                                                                                       |                                                                             |                                                                                        |
| Spada individuale (dettagli)    | Thomas Gerull                                                                         | Angelo Mazzoni                                                              | Arnd Schmitt                                                                           |
| Spada a squadre (dettagli)      | Italia Sandro Cuomo Angelo Mazzoni Sandro Resegotti Stefano Pantano Maurizio Randazzo | Francia Olivier Lenglet Éric Srecki Jean-Michel Henry Philippe Riboud       | Unione Sovietica Pavel Kolobkov Vitalij Ahejev Andrej Šuvalov Michail Tiško            |
| Fioretto                        |                                                                                       |                                                                             |                                                                                        |
| Fioretto individuale (dettagli) | Philippe Omnès                                                                        | Andrea Borella                                                              | Dmitrij Ševčenko                                                                       |
| Fioretto a squadre (dettagli)   | Italia Alessandro Puccini Andrea Borella Andrea Cipressa Federico Cervi Mauro Numa    | Polonia Piotr Kiełpikowski Ryszard Sobczak Leszek Bandach Adam Krzesiński   | Unione Sovietica Dmitrij Ševčenko Serhij Holubyc'kyj Vladimir Aptsiauri Boris Koreckij |
| Sciabola                        |                                                                                       |                                                                             |                                                                                        |
| Sciabola individuale (dettagli) | György Nébald                                                                         | Heorhij Pohosov                                                             | Antonio Terenzi                                                                        |
| Sciabola a squadre (dettagli)   | Unione Sovietica Heorhij Pohosov Grigorij Kirienko Sergej Mindirgasov Andrej Alšan    | Ungheria György Nébald Bence Szabó Imre Bujdosó Csaba Köves László Csongrái | Germania Felix Becker Jürgen Nolte Jörg Kempenich Ulrich Eifler Frank Bleckmann        |

### Donne
| Evento                          | Oro                                                                                   | Argento                                                                            | Bronzo                                                                              |
| Spada                           |                                                                                       |                                                                                    |                                                                                     |
| Spada individuale (dettagli)    | Taymi Chappé                                                                          | Diána Eöri                                                                         | Marija Mazina                                                                       |
| Spada a squadre (dettagli)      | Germania Eva-Maria Ittner Ute Schäper Renate Riebandt-Kaspar Monika Ritz Sabine Krapf | Ungheria Diána Eöri Gyöngyi Szalay Marina Várkonyi Mariann Horváth Zsuzsanna Szőcs | Italia Alessandra Anglesio Elisa Uga Annalisa Coltorti Saba Amendolara Laura Chiesa |
| Fioretto                        |                                                                                       |                                                                                    |                                                                                     |
| Fioretto individuale (dettagli) | Anja Fichtel                                                                          | Giovanna Trillini                                                                  | Ol'ga Veličko                                                                       |
| Fioretto a squadre (dettagli)   | Italia Giovanna Trillini Margherita Zalaffi Dorina Vaccaroni Lucia Traversa           | Unione Sovietica Ol'ga Veličko Tat'jana Sadovskaja Elena Grišina Ol'ga Sidorova    | Cina Liang Jun Sun Hongyun Xiao Aihua E Jie                                         |

## Medagliere
| Posizione | Nazione          |    |    |    | Totale |
| --------- | ---------------- | -- | -- | -- | ------ |
| 1         | Italia           | 3  | 3  | 2  | 8      |
| 2         | Germania         | 3  | 0  | 2  | 5      |
| 3         | Ungheria         | 1  | 3  | 0  | 4      |
| 4         | Unione Sovietica | 1  | 2  | 5  | 8      |
| 5         | Francia          | 1  | 1  | 0  | 2      |
| 6         | Cuba             | 1  | 0  | 0  | 1      |
| 7         | Polonia          | 0  | 1  | 0  | 1      |
| 8         | Cina             | 0  | 0  | 1  | 1      |
| Totale    | Totale           | 10 | 10 | 10 | 30     |